# Англиканство в России

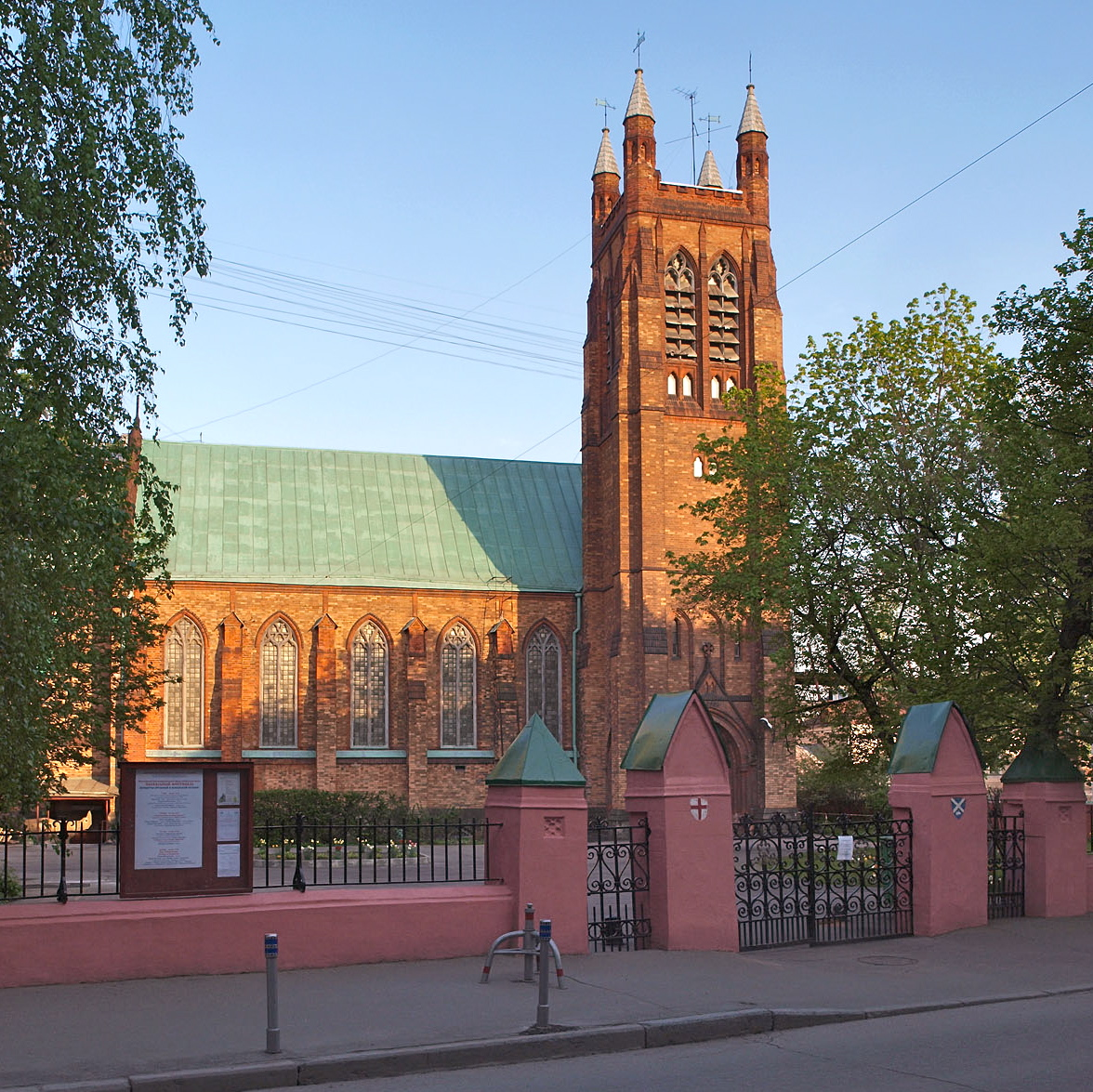
Англиканская церковь Святого Андрея в Москве

Англика́нство в России — история и положение англиканства в России.
История Англиканства в России начинает свой отсчёт с 1553 года, когда царь Иван IV Грозный разрешил в Москве проведение богослужения среди британских купцов.
В Российской империи де-юре англиканство не имело официального признания, однако фактически приходы Англиканской
церкви в России существовали со времён Петра I.

## Англиканство в Москве
На протяжении XVII—XVIII веков Англиканская церковь пользовалась протестантской церковью Св. Петра и Павла в Немецкой слободе. После 1812 года религиозный центр британцев переместился в центр Москвы: на Тверскую улицу, затем в Большой Чернышёвский переулок, где сначала была открыта Британская (Англиканская) часовня, а затем построена церковь Святого Андрея.

## Англиканство в Санкт-Петербурге
Первая англиканская община в Санкт-Петербурге сформировалась в конце XVII века.
- Англиканская церковь Иисуса Христа (Санкт-Петербург)
- Британско-американская церковь при Александровском главном механическом заводе (Проспект Обуховской Обороны, 127А, лит. А)
- Британо-Американская церковь Иисуса Христа (ул. Якубовича, 16 А)

## Постсоветский период
В ноябре 2012 года четыре христианских общины России присоединились к Англиканской Епископальной Церкви в Европе, таким образом образовав первую в России англиканскую епархию консервативного крыла англикан, находящихся вне общения с Кентербери. В число клириков, образовавших новую епархию, входят два бывших православных священника, возглавляющих общины в Воронеже. Священник Андрей Дронов ранее принадлежал к РПЦ МП, а священник Сергей Смирных — к Апостольской Православной Церкви.
К Англиканской Епископальной Церкви в Европе присоединилась также бывшая лютеранская община церкви Ингрии в Воронеже во главе с бывшим пастором Андреем Сысоевым, а также Красноярский миссионерский приход.
Англиканская Епископальная Церковь в Европе представляет собой часть «альтернативного» консервативного Англиканского всемирного епископального сообщества, насчитывающего около 40 миллионов последователей — в том числе, бывших иерархов, священников и мирян Церкви Англии, вышедших из неё по причине несогласия с её либеральным курсом.